# Bacchus Songs
Bacchus Songs – drugi studyjny album polskiej grupy stoner metalowej Corruption. Wydany został 1996 roku nakładem Negative Records na kasecie.

## Lista utworów
1. „As Horses Override” – 3 :49
2. „Lubricant Rain” – 3:28
3. „Sweet Misery” – 4:47
4. „Bacchus Song” – 4:21
5. „I Distend” – 7:07
6. „Freaky Friday” – 4:12
7. „Ernestine” – 4:37
8. „Ride the Dragon” – 5:10
9. „Meryphillia” – 5:05
10. „Der Ubermensch” – 8:13